# Obésité aux États-Unis

Évolution du taux d'obésité aux États-Unis entre 1960 et 2004.

L'obésité aux États-Unis est l'un des problèmes de santé les plus cités dans les dernières décennies aux États-Unis. Tandis que de nombreux pays développés ont vu leurs taux d'obésité augmenter, les États-Unis sont parmi les plus élevés au monde. Les estimations ont régulièrement augmenté passant de 19,4 % en 1997, 24,5 % en 2004, 26,6 % en 2007, à 39,6 % de la population des États-Unis d'Amérique dont 18,5 % d'enfants en 2016.

## Développement de l’obésité durant la seconde moitié duXXesiècle

Image animée montrant l'évolution du taux d'obésité en fonction du temps.

L'indice de masse corporelle par État en 2011.

En 1985, l’obésité ne dépassait pas les 15 % dans chaque État recensant les cas d'obésité. En 2010, la moyenne de prévalence de l'obésité chez les adultes est estimée à 35,7 %, et chez les enfants et adolescents à 16,9 %, soit 78 millions d'adultes et 12,5 millions d'enfants et d'adolescents, sur une population totale de 308 millions.
Pour Greg Critser, on peut dater le développement de l'obésité à 1971. Cette année-là, Earl Butz est nommé Secrétaire à l'Agriculture des États-Unis, abaisse les barrières douanières et provoque une forte augmentation de la production de maïs et de soja. Les nouvelles technologies permettent de remplacer le sucre par du sirop de maïs et les graisses traditionnelles par de l'huile de palme transformée. Dans les années 1970 et 1980, les industriels commercialisent alors de plus en plus des snacks et des plats cuisinés bon marché et riches en énergie. Les chaînes de restauration rapide augmentent la quantité d'énergie de leurs plats, et la population tend à manger de plus en plus à l'extérieur, et ainsi à manger plus. Les écoles adoptent également les nourritures plus riches, acceptant souvent les contrats proposés par la restauration rapide en raison de leurs difficultés financières.
En parallèle, les modes de vie sont devenus de plus en plus sédentaires. Dans les années 1980, regarder la télévision devient le loisir prédominant. Les emplois sédentaires, les longs trajets domicile-travail, l'absence de trottoirs suffisants dans les banlieues et l'insécurité peuvent aussi expliquer le déclin de l'activité physique. Pour des raisons budgétaires, les écoles ne dispensent plus de cours de sport.

## Conséquences dans la société
On estime qu'en 2005, 9 millions d'adultes âgés de 17 à 24 ans, soit 27 % de cette tranche d'âge de la population, est trop grosse pour pouvoir servir dans l'armée.
On estime que 100 000 à 400 000 morts par an sont dues à l'obésité.
Le taux élevé d'obésité contribue à une espérance de vie plus basse que celle des autres pays à hauts revenus.
Il est possible que la hausse de l'espérance de vie constatée lors des XIXe et XXe siècles cesse en partie à cause de l'obésité,.

## Prévalence

### Par État et District fédéral
| État                 | Adultes obèses | Adultes en surpoids et obèses | Enfants et adolescents obèses | Rang |
| -------------------- | -------------- | ----------------------------- | ----------------------------- | ---- |
| Alabama              | 30,1 %         | 65,4 %                        | 16,7 %                        | 3    |
| Alaska               | 27,3 %         | 64,5 %                        | 11,1 %                        | 14   |
| Arizona              | 23,3 %         | 59,5 %                        | 12,2 %                        | 40   |
| Arkansas             | 28,1 %         | 64,7 %                        | 16,4 %                        | 9    |
| Californie           | 23,1 %         | 59,4 %                        | 13,2 %                        | 41   |
| Colorado             | 21,0 %         | 55,0 %                        | 9,9 %                         | 48   |
| Connecticut          | 20,8 %         | 58,7 %                        | 12,3 %                        | 50   |
| Washington D.C.      | 22,1 %         | 55,0 %                        | 14,8 %                        | 43   |
| Delaware             | 25,9 %         | 63,9 %                        | 22,8 %                        | 22   |
| Floride              | 23,3 %         | 60,8 %                        | 14,4 %                        | 39   |
| Géorgie              | 27,5 %         | 63,3 %                        | 16,4 %                        | 12   |
| Hawaï                | 20,7 %         | 55,3 %                        | 13,3 %                        | 51   |
| Idaho                | 24,6 %         | 61,4 %                        | 10,1 %                        | 31   |
| Illinois             | 25,3 %         | 61,8 %                        | 15,8 %                        | 26   |
| Indiana              | 27,5 %         | 62,8 %                        | 15,6 %                        | 11   |
| Iowa                 | 26,3 %         | 63,4 %                        | 12,5 %                        | 19   |
| Kansas               | 25,8 %         | 62,3 %                        | 14,0 %                        | 23   |
| Kentucky             | 28,4 %         | 66,8 %                        | 20,6 %                        | 7    |
| Louisiane            | 29,5 %         | 64,2 %                        | 17,2 %                        | 4    |
| Maine                | 23,7 %         | 60,8 %                        | 12,7 %                        | 34   |
| Maryland             | 25,2 %         | 61,5 %                        | 13,3 %                        | 28   |
| Massachusetts        | 20,9 %         | 56,8 %                        | 13,6 %                        | 49   |
| Michigan             | 27,7 %         | 63,9 %                        | 14,5 %                        | 10   |
| Minnesota            | 24,8 %         | 61,9 %                        | 10,1 %                        | 30   |
| Mississippi          | 34,4 %         | 67,4 %                        | 17,8 %                        | 1    |
| Missouri             | 27,4 %         | 63,3 %                        | 15,6 %                        | 13   |
| Montana              | 21,7 %         | 59,6 %                        | 11,1 %                        | 45   |
| Nebraska             | 26,5 %         | 63,9 %                        | 11,9 %                        | 18   |
| Nevada               | 23,6 %         | 61,8 %                        | 12,4 %                        | 36   |
| New Hampshire        | 23,6 %         | 60,8 %                        | 12,9 %                        | 35   |
| New Jersey           | 22,9 %         | 60,5 %                        | 13,7 %                        | 42   |
| Nouveau-Mexique      | 23,3 %         | 60,3 %                        | 16,8 %                        | 38   |
| État de New York     | 23,5 %         | 60,0 %                        | 15,3 %                        | 37   |
| Caroline du Nord     | 27,1 %         | 63,4 %                        | 19,3 %                        | 16   |
| Dakota du Nord       | 25,9 %         | 64,5 %                        | 12,1 %                        | 21   |
| Ohio                 | 26,9 %         | 63,3 %                        | 14,2 %                        | 17   |
| Oklahoma             | 28,1 %         | 64,2 %                        | 15,4 %                        | 8    |
| Oregon               | 25,0 %         | 60,8 %                        | 14,1 %                        | 29   |
| Pennsylvanie         | 25,7 %         | 61,9 %                        | 13,3 %                        | 24   |
| Rhode Island         | 21,4 %         | 60,4 %                        | 11,9 %                        | 46   |
| Caroline du Sud      | 29,2 %         | 65,1 %                        | 18,9 %                        | 5    |
| Dakota du Sud        | 26,1 %         | 64,2 %                        | 12,1 %                        | 20   |
| Tennessee            | 29,0 %         | 65,0 %                        | 20,0 %                        | 6    |
| Texas                | 27,2 %         | 64,1 %                        | 19,1 %                        | 15   |
| Utah                 | 21,8 %         | 56,4 %                        | 8,5 %                         | 44   |
| Vermont              | 21,1 %         | 56,9 %                        | 11,3 %                        | 47   |
| Virginie             | 25,2 %         | 61,6 %                        | 13,8 %                        | 27   |
| État de Washington   | 24,5 %         | 60,7 %                        | 10,8 %                        | 32   |
| Virginie-Occidentale | 30,6 %         | 66,8 %                        | 20,9 %                        | 2    |
| Wisconsin            | 25,5 %         | 62,4 %                        | 13,5 %                        | 25   |
| Wyoming              | 24,0 %         | 61,7 %                        | 8,7 %                         | 33   |

| État                 | 2018   | 2019   | 2020   |
| -------------------- | ------ | ------ | ------ |
| Mississippi          | 39,5 % | 40,8 % | 39,7 % |
| Virginie-Occidentale | 39,5 % | 39,7 % | 39,1 % |
| Alabama              | 36,2 % | 36,1 % | 39,0 % |
| Louisiane            | 36,8 % | 35,9 % | 38,1 % |
| Indiana              | 34,1 % | 35,3 % | 36,8 % |
| Kentucky             | 36,6 % | 36,5 % | 36,6 % |
| Delaware             | 33,5 % | 34,4 % | 36,5 % |
| Iowa                 | 35,3 % | 33,9 % | 36,5 % |
| Oklahoma             | 34,8 % | 36,8 % | 36,4 % |
| Arkansas             | 37,1 % | 37,4 % | 36,4 % |
| Caroline du Sud      | 34,3 % | 35,4 % | 36,2 % |
| Texas                | 34,8 % | 34,0 % | 35,8 % |
| Tennessee            | 34,4 % | 36,5 % | 35,6 % |
| Ohio                 | 34,0 % | 34,8 % | 35,5 % |
| Kansas               | 34,4 % | 35,2 % | 35,3 % |
| Michigan             | 33,0 % | 36,0 % | 35,2 % |
| Géorgie              | 32,5 % | 33,1 % | 34,3 % |
| Missouri             | 35,0 % | 34,8 % | 34,0 % |
| Nebraska             | 34,1 % | 34,1 % | 34,0 % |
| Caroline du Nord     | 33,0 % | 34,0 % | 33,6 % |
| Dakota du Sud        | 30,1 % | 33,0 % | 33,2 % |
| Dakota du Nord       | 35,1 % | 34,8 % | 33,1 % |
| Illinois             | 31,8 % | 31,6 % | 32,4 % |
| Wisconsin            | 32,0 % | 34,2 % | 32,3 % |
| Virginie             | 30,4 % | 31,9 % | 32,2 % |
| Alaska               | 29,5 % | 30,5 % | 31,9 % |
| Pennsylvanie         | 30,9 % | 33,2 % | 31,5 % |
| Idaho                | 28,4 % | 29,5 % | 31,1 % |
| Maryland             | 30,9 % | 32,3 % | 31,0 % |
| Maine                | 30,4 % | 31,7 % | 31,0 % |
| Nouveau-Mexique      | 32,3 % | 31,7 % | 30,9 % |
| Arizona              | 29,5 % | 31,4 % | 30,9 % |
| Minnesota            | 30,1 % | 30,1 % | 30,7 % |
| Wyoming              | 29,0 % | 29,7 % | 30,7 % |
| California           | 25,8 % | 26,2 % | 30,3 % |
| Rhode Island         | 27,7 % | 30,0 % | 30,1 % |
| New Hampshire        | 29,6 % | 31,8 % | 29,9 % |
| Connecticut          | 27,4 % | 29,1 % | 29,2 % |
| Nevada               | 29,5 % | 30,6 % | 28,7 % |
| Utah                 | 27,8 % | 29,2 % | 28,6 % |
| Montana              | 26,9 % | 28,3 % | 28,5 % |
| Floride              | 30,7 % | 27,0 % | 28,4 % |
| Oregon               | 29,9 % | 29,0 % | 28,1 % |
| Washington           | 28,7 % | 28,3 % | 28,0 % |
| Vermont              | 27,5 % | 26,6 % | 26,3 % |
| New York             | 27,6 % | 27,1 % | 26,3 % |
| Hawaii               | 24,9 % | 25,0 % | 24,5 % |
| Massachusetts        | 25,7 % | 25,2 % | 24,4 % |
| District of Columbia | 24,7 % | 23,8 % | 24,3 % |
| Colorado             | 23,0 % | 23,8 % | 24,2 % |

### Par catégories de population
En 2016, 40 % des femmes sont obèses, contre 35 % des hommes. Le taux d'obésité des enfants et adolescents est de 17 %.
En 2014, ce taux est de 47,8 % chez les Noirs, 42,5 % chez les Hispaniques et 32,6 % chez les Blancs.
Les femmes les plus pauvres sont plus souvent obèses quelle que soit leur catégorisation ethnique, tandis que chez les hommes noirs ou hispaniques, les plus riches sont les plus obèses.